# 王家骅
王家骅（1949年2月18日—2025年3月16日），河南温县人，中華民國陸軍退役軍官，曾任中華民國總統府武官，1988年4月至1993年6月任台湾电视公司总经理。

## 学历
- 政治作战学校新闻系第17期
- 密苏里大学新闻学硕士

## 经历
- 1976年行政院院长蒋经国英文秘书
- 1978年任总统府中校陆军武官
- 1984年任总统府机要室主任兼总统府秘书室主任
- 1988年当选第十三届中国国民党中央委员
- 中華民國橄欖球協會理事長